# Église Saint-Boris-et-Saint-Gleb de Tchernihiv
L'église abbatiale Saint-Boris-et-Saint-Gleb (en ukrainien : Борисоглебский собор) est une église orthodoxe qui a été construite dans la principauté de Tchernigov comme église funéraire des princes Davidovitch, entre 1120 et 1123. Plus tard, elle est devenue l'église abbatiale du monastère de Saint-Boris-et-Saint-Gleb de Tchernigov, fermé sur ordre de Catherine II, en 1786. Pendant la suzeraineté polonaise au XVIIe siècle, le monastère abrite un couvent dominicain.
Les portes de l'iconostase (celui d'époque a disparu) en argent recouvert d'or sont remarquables. Elles ont été commandées par Mazeppa au début du XVIIIe siècle à un orfèvre d'Augsbourg, Philipp Jakob Drentwett. Elles pèsent 56 kg.
L'édifice est aujourd'hui un musée, avec exposition permanente de fresques religieuses des environs. Des concerts de chœurs spirituels y sont aussi donnés.

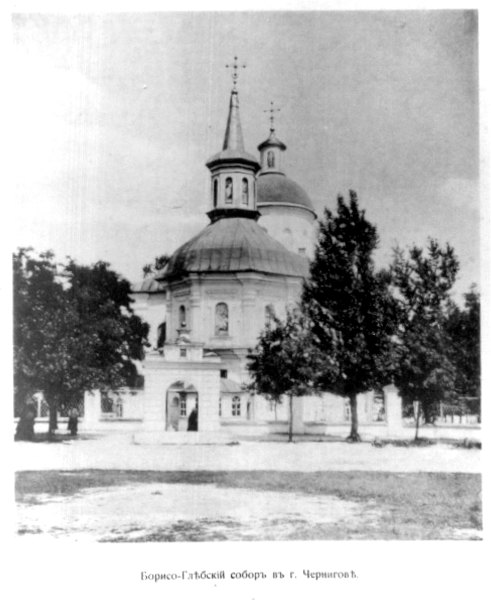
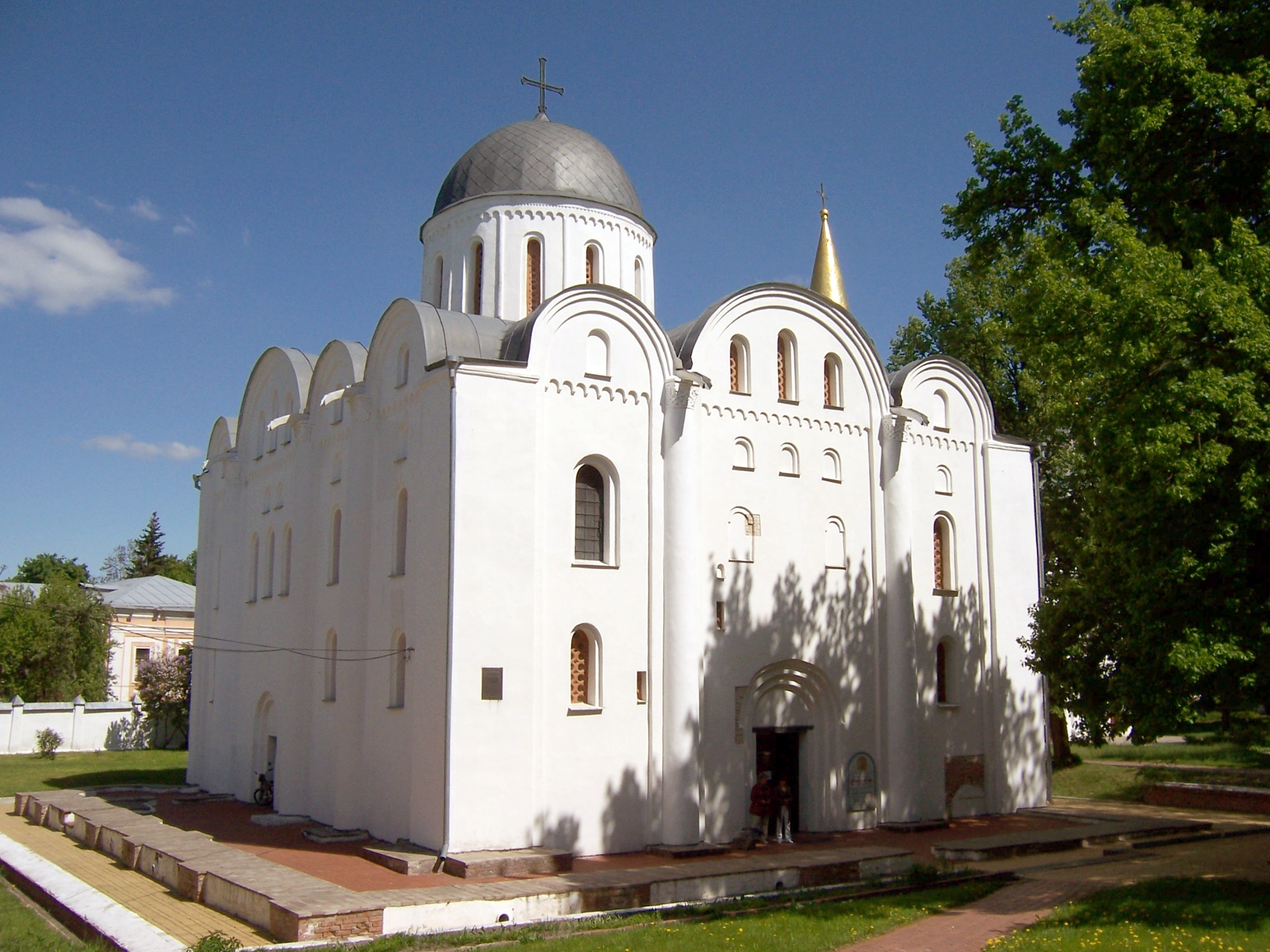
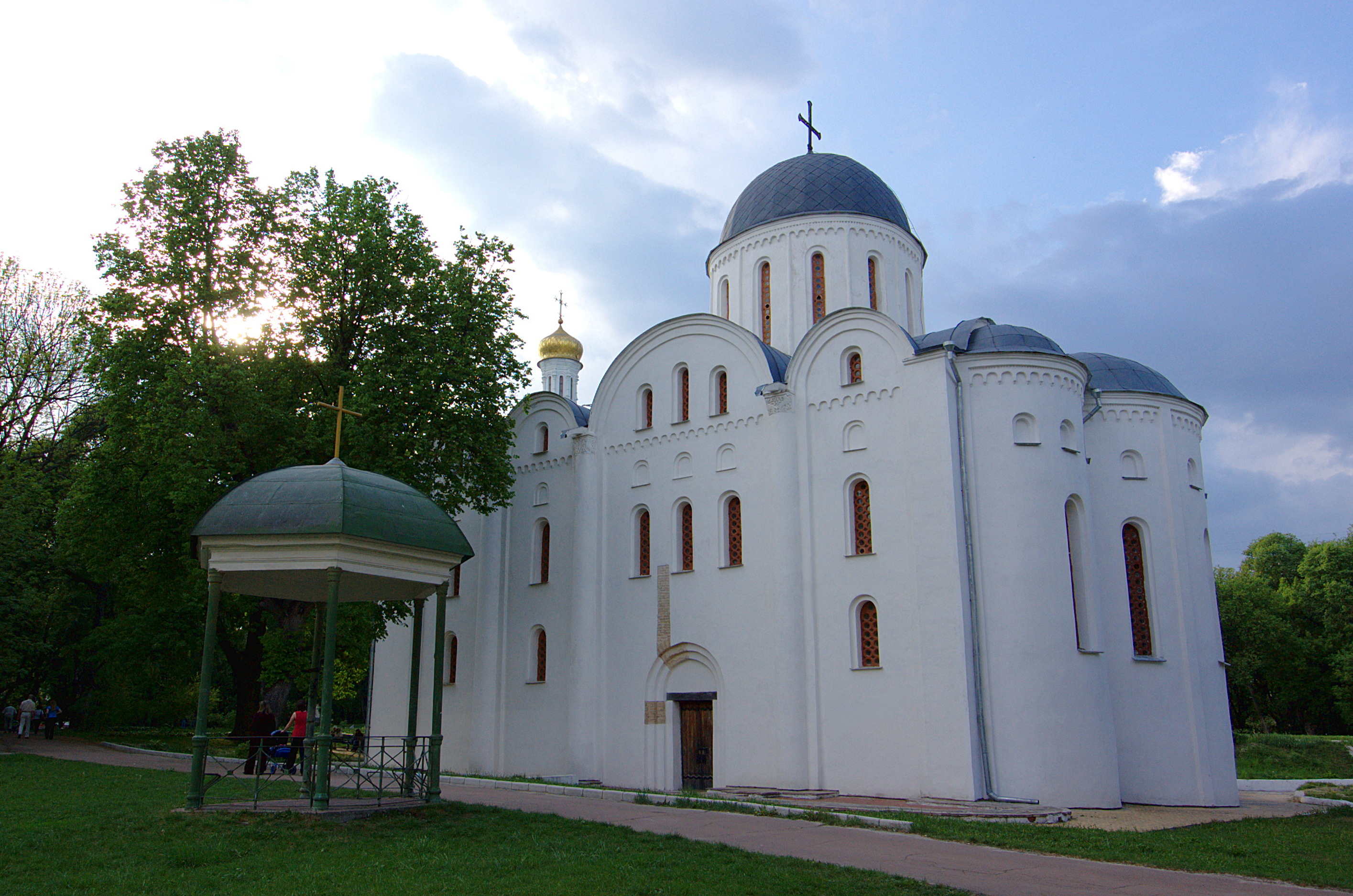
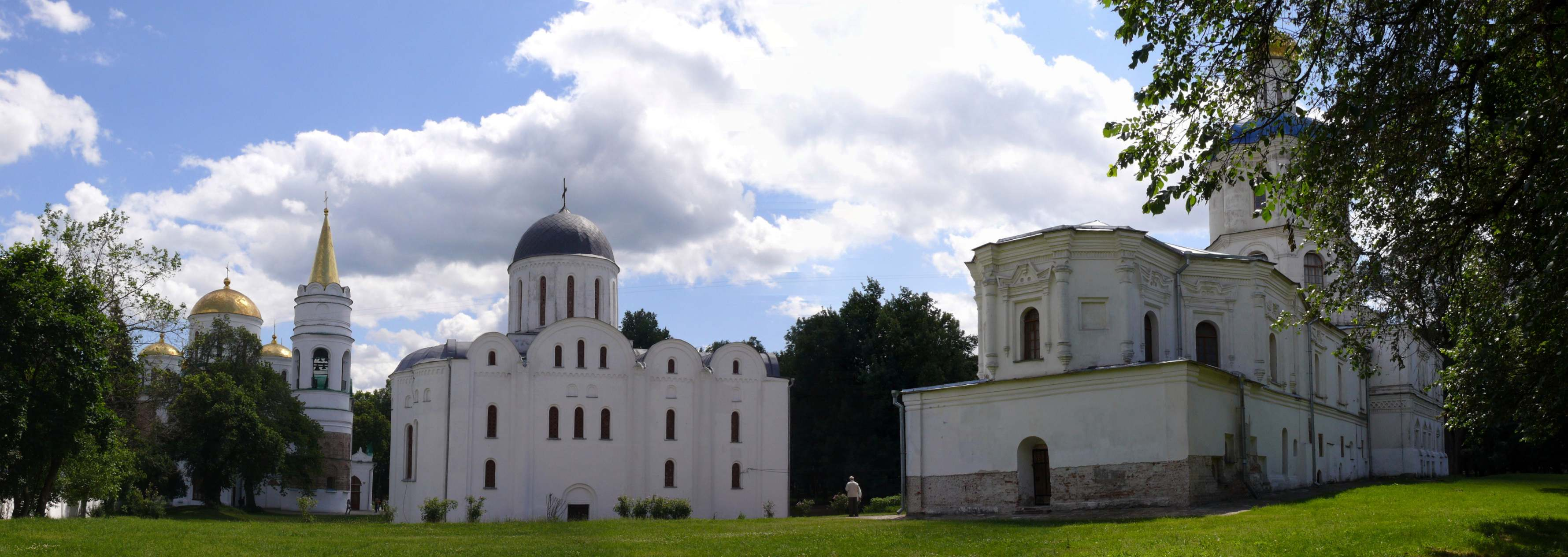
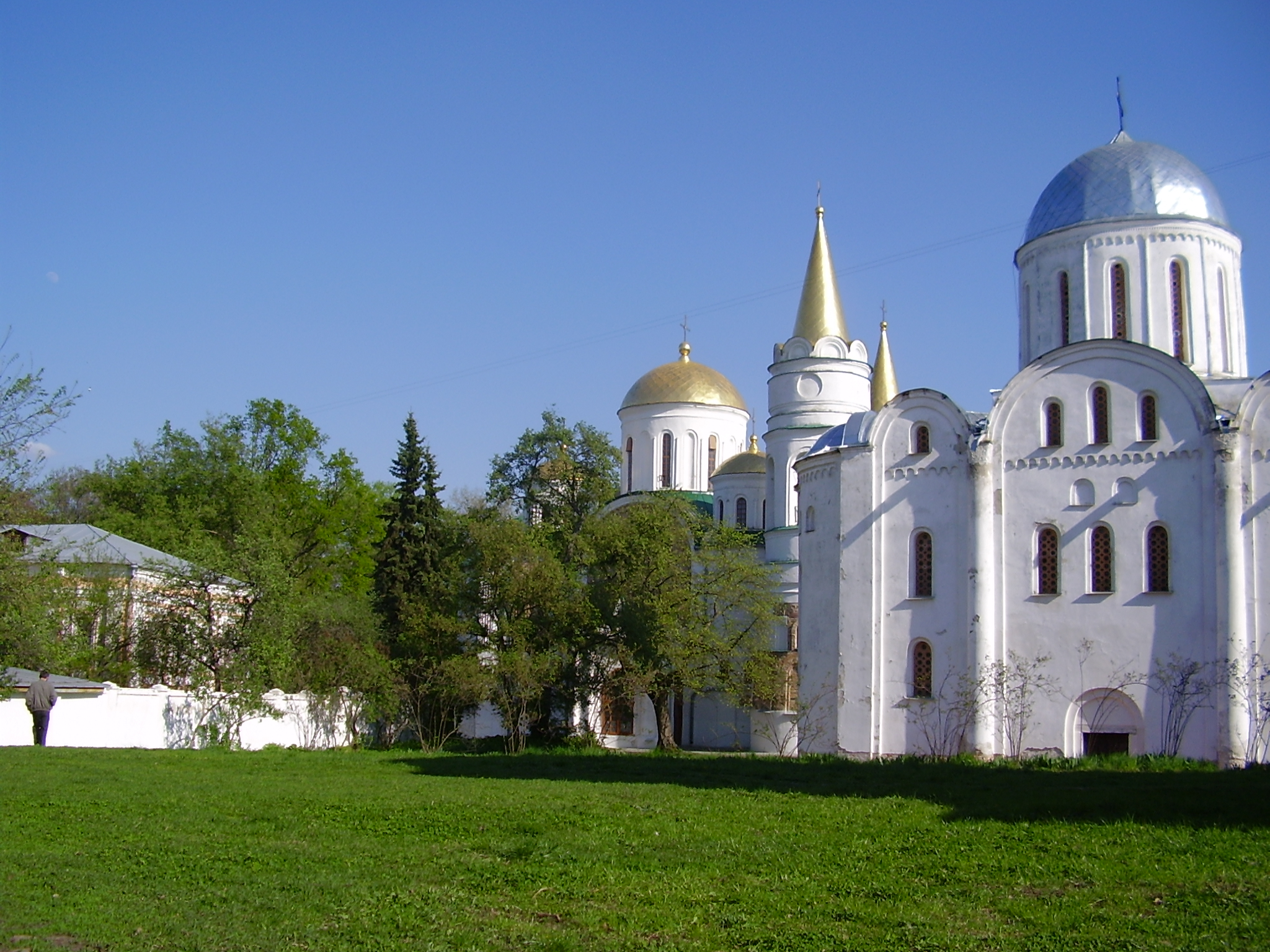
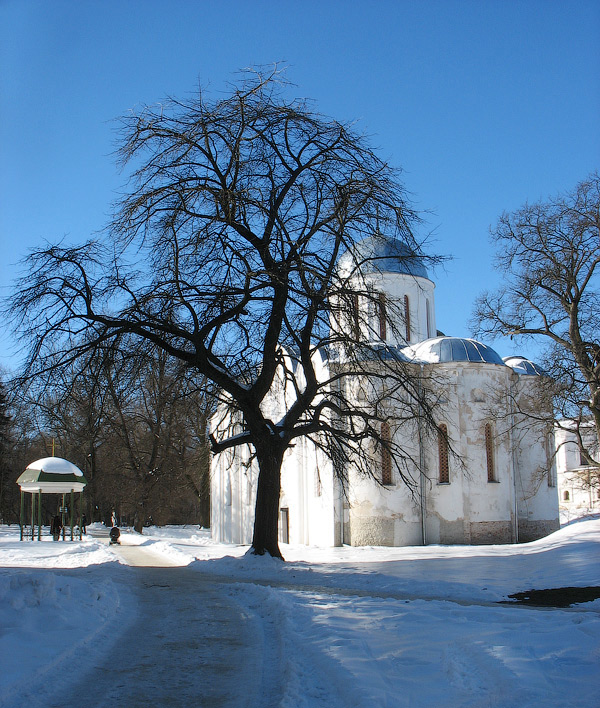

## Source
- (ru) Cet article est partiellement ou en totalité issu de l’article de Wikipédia en russe intitulé « Борисоглебский собор (Чернигов) » (voir la liste des auteurs).